# Медьери, Балаж
Балаж Медьери (венг. Megyeri Balázs; родился 31 марта 1990 года в Будапеште, Венгрия) — венгерский футболист, вратарь клуба «Гройтер».

## Клубная карьера
Медьери воспитанник футбольной академии клуба «Ференцварош». В 2007 году он был на годовой стажировке в английском «Бристоль Сити», но затем вернулся на родину. В 2008 году Балаж дебютировал за клуб в чемпионате Венгрии. В своём первом сезоне он появился лишь в трёх матчах, но уже во втором прочно застолбил за собой место основного голкипера.
В 2010 году Медьери подписал трёхлетний контракт с греческим «Олимпиакосом». 3 апреля 2011 года в матче против «Кавалы» он дебютировал в греческой Суперлиге. В первом сезоне Балаж сыграл лишь в трёх матчах. В начале нового у Урко Пардо закончилась аренда, а Антониос Никополидис завершил карьеру, и таким образом основным вратарём стал Медьери.
В 2012 году в команду пришёл Рой Кэрролл и Балаж вновь сел в запас. В январе 2013 года Медьери смог вернуть себе место в основе и закончил чемпионат, но с нового сезона тренер стал отдавать предпочтение Кэрроллу. В составе «Олимпиакоса» Медьери трижды выиграл Суперлигу и дважды завоевал Кубок Греции.
Летом 2015 года контракт Балажа истёк и на правах свободного агента перешёл в испанский «Хетафе», подписав соглашение на три года.
В сезоне 2016/17 Медьери перешел в клуб Второй Бундеслиги «Гройтер Фюрт», заключив контракт на два года.

## Международная карьера
В 2009 году в составе молодёжной сборной Венгрии Медьери занял третье место на Молодёжном Чемпионате мира в Египте. 16 мая 2012 года Шандор Эвергари вызвал Балажа в сборную Венгрии на товарищеский матч против сборной Чехии, но на поле Медьери так и не вышел.

## Достижения
Командные
 «Олимпиакос»
- Чемпионат Греции по футболу (5) — 2010/11, 2011/12, 2012/13, 2013/14, 2014/15
- Обладатель Кубка Греции (3) — 2011/12, 2012/13, 2014/15

Международные
 Венгрия (до 21)
- Чемпионат мира среди молодёжных команд — 2009